# Europeiska utvecklingsfonden
Europeiska utvecklingsfonden (EUF) används för att ge tekniskt och finansiellt bistånd till utvecklingsarbetet med AVS-länderna samt de utomeuropeiska länderna och territorierna. Fonden är det viktigaste instrumentet för detta och grunden för denna lades genom Romfördraget från 1957. Stöd från fonden ges bland annat i form av gåvobistånd, riskkapital och lån till den privata sektorn. Fram till 2021 finansierades EUF genom frivilliga bidrag från EU-länderna och inte genom unionens egna medel. Därför ingick inte EUF heller i den fleråriga budgetramen. Dock reviderades dess räkenskaper av Europeiska revisionsrätten. Sedan den 1 januari 2021 utgör fonden en del av den ordinarie budgeten och dess finansiering täcks av unionens egna medel.